# زوران (سردشت)
زوران (سردشت)، روستایی از توابع بخش مرکزی شهرستان سردشت در استان آذربایجان غربی ایران است.

## جمعیت
این روستا در دهستان بریاجی قرار دارد و براساس سرشماری مرکز آمار ایران در سال ۱۳۸۵، جمعیت آن ۵۹۵ نفر (۱۰۵ خانوار) بوده‌است.